# Liolaemus talampaya
Liolaemus talampaya — вид ігуаноподібних ящірок родини Liolaemidae. Ендемік Аргентини.

## Поширення і екологія
Liolaemus talampaya мешкають в горах Сьєрра-де-лос-Тархадос на території Національного парку Талампая в провінції Ла-Ріоха. Вони живуть в чагарникових і кактусових заростях на берегах струмків, на висоті 1200 м над рівнем моря. Живляться комахами, відкладають яйця.